# Vladimír Landa (1922)
Vladimír Landa (3. dubna 1922, Tuchlovice – 26. května 1989) byl český spisovatel, především autor dobrodružných próz, inspirovaných skutečnými případy z práce Veřejné bezpečnosti.

## Život
Narodil se v obci Tuchlovice na Kladensku, kde také získal základní vzdělání. Poté v letech 1940–1941 studoval na Obchodní akademii v Praze a v letech 1942–1944 na Obchodní akademii v Berouně. V té době (1939–1945) pracoval jako dělník v kladenských železárnách. Po skončení druhé světové války byl do roku 1947 předsedou místní správní komise v Doupově-Trmové a pak prošel celou řadou zaměstnání (byl například vedoucím obchodního úseku v národního podniku Stuhy a prýmky ve Vejprtech nebo zástupcem vedoucího závodu Jáchymovských dolů). Roku 1960 se stal ředitelem obchodní skupiny PZO Pragoexport a zároveň začal studovat na Vysoké škole ekonomické formou zkráceného studia pro dělnické kádry, takže studium ukončil roku 1962. V letech 1971–1973 byl obchodním ředitelem PZO Unicop v Praze a v letech 1973–1978 ředitelem PZO Koh-i-noor.
Publikovat začal roku 1969 v Rudém právu, Večerní Praze, Svobodě, Bezpečnosti a v dalších periodikách. Ze svých služebních cest do zahraničí čerpal náměty pro své články, reportáže a fejetony. Jeho další práce jsou většinou inspirované skutečnými případy z práce Veřejné bezpečnosti a jsou pro ně charakteristické publicistické prvky a politická propagace komunistického režimu.

### Časopisecky
- Tango pro nebožtíka,
- Noc ukrývá dravce,
- Dravcům nepřál čas,
- A sova nezahoukala.[2]

### Knihy
- Kanárek nezpívá (1975), špionážní román popisující obtížnou akci Veřejné bezpečnosti proti agentovi nazývanému Kanárek, kterým je pracovník Jáchymovských dolů získaný na zájezdu do NSR ke spolupráci špionážní centrálou v Mnichově.
- Zásah v pravou chvíli (1975), kniha pro děti a mládež, ve které se čtyři dvanáctiletí přátelé (tři chlapci Pavel, Vašek a Jenda a dívka Věrka) dostanou o prázdninách na stopu záhadného zločinu z druhé světové války. Podle knihy byl vytvořen televizní film.[2]
- Liška hyne o půlnoci (1976), špionážní román o likvidaci hospodářské vyzvědačské sítě Liška, za kterou stojí bývalý český student a emigrant vyškolený v USA.
- Žít nebo zemřít (1978), kriminální román o bezcharakterním pracovníkovi našeho zahraničního obchodu, který se nechal na služební cestě zlákat k trvalému zaměstnání u západoněmecké obchodní společnosti zabývající se tajně obchodem s heroinem.
- Nebezpečné dobrodružství (1987), historický román pro děti a mládež odehrávající se v době Sedmileté války.